# Nizinnoe (Oblast' dell'Amur)
Nizinnoe (in lingua russa Низинное) è un centro abitato dell'oblast' dell'Amur, situato ai confini dell'insediamento di tipo urbano di Belogorsk.